# 월드 사이버 게임즈 2002
월드 사이버 게임즈 2002(World Cyber Games 2002)는 2002년 10월 28일부터 11월 3일까지 대한민국 대전에서 개최된 e스포츠 대회이다.
개최 2회 연속으로 대한민국에서 열렸다.
WCG 2002 스타크래프트 부분에서 임요환이 WCG 2001에 이어서 2회 연속 우승을 하였다.

## 게임 종목

### PC 게임
- 카운터-스트라이크: 하프 라이프
- 2002 피파 월드컵
- 에이지 오브 엠파이어 II: 정복의 시대 확장팩
- 스타크래프트: 브루드 워
- 언리얼 토너먼트
- 퀘이크 III: 아레나

## 결과
| 종목 및 메달                                | Gold          | Silver    | Bronze         |
| 카운터-스트라이크: 하프 라이프              | M19_ru        | nerve_ca  | mousesports    |
| 2002 피파 월드컵                            | ghanggi71_kr  | Jaguar    | Stefan_de      |
| 에이지 오브 엠파이어 II: 정복의 시대 확장팩 | HALEN_jp      | IamKen_tw | _RIP_DREAMS_nl |
| 스타크래프트: 브루드 워                     | gonia119_kr   | yellow_kr | blackman       |
| 언리얼 토너먼트                             | GitzZz        | SHaggY    | eVeNfLoW       |
| 퀘이크 III: 아레나                          | c58_uNkind_ru | Akiles_es | Q4_Socrates    |